# Desonorizare finală
Desonorizarea finală este o schimbare fonetică  prin care consoanele oclusive devin consoane surde la sfârșitul unor cuvinte.